# Copa Perú 2025
La Copa Perú 2025 es la edición número 52 de la Copa Perú. Inició el 1 de febrero de 2025 y finalizará el 9 de noviembre.
El campeón ascenderá directamente a la  Liga 2 2026. Por su parte, el subcampeón jugará un partido de repechaje contra el subcampeón de la Liga 3  por un segundo cupo de ascenso a la Liga 2 2026. Además, los cuatro equipos mejor ubicados en la Tabla Nacional clasificarán automáticamente a la Liga 3 2026.

## Sistema de competición
El torneo de Copa Perú se desarrolla, en su totalidad, en cuatro Etapas: Distrital, Provincial, Departamental y Nacional.

### Etapa Distrital
Es un torneo de tipo liga regular, donde participan como máximo 12 equipos en cada distrito afiliado; a  excepción de las ligas de Lima Departamento, donde participan hasta un máximo de 16 equipos. El Campeón y Subcampeón Distrital clasifican a la Etapa Provincial. Por otro lado, en aquellas ligas que cuenten con seis equipos o menos, solo podrá clasificar el Campeón.

### Etapa Provincial
Es un torneo donde los clasificados en la etapa anterior participan en formato de grupos. El Campeón y Subcampeón Provincial clasifican a la Etapa Departamental y los no clasificados regresan a su Liga Distrital de origen.

### Etapa Departamental
Es un torneo donde los clasificados en la etapa anterior participan en formato de grupos en la mayoría de departamentos o en eliminación directa en algunos casos. El Campeón y Subcampeón Departamental clasifican a la Etapa Nacional y en el caso de los departamentos de Áncash, Apurímac, Arequipa, Ayacucho, Cusco, Huánuco, Ica, Junín, La Libertad, Lambayeque, Lima, San Martín, Piura y Puno, se les otorgará un cupo extra a la Etapa Nacional por criterios de densidad poblacional, número de entidades federativas asociadas, ciudades con relevancia y atractivo para la práctica del fútbol profesional.

### Etapa Nacional
El torneo contará con la participación de 64 equipos, que competirán en un formato de eliminación directa. Se disputarán rondas desde treintaidosavos de final, avanzando a dieciseisavos, octavos, cuartos de final, semifinales y la gran final. El equipo ganador de la final obtendrá el ascenso a la Liga 2 2026

## Ascensos
| Pos. | Ascendidos a Liga 2 2025 |
| ---- | ------------------------ |
| 1°   | Bentín Tacna Heroica     |
| 2°   | FC Cajamarca             |

| Pos. | Transferidos a Liga 3 2025 |
| ---- | --- |
| F5   | 2 clubes ascendidos (Semifinales)3° Juventud Santo Domingo 4° Nacional FBC |
| F4   | 4 clubes ascendidos (Cuartos de final)5° Ecosem Pasco 6° Deportivo Ucrania 7° Juventud Cautivo 8° Juventus FC |
| F3   | 6 clubes ascendidos (Octavos de final)9° Nuevo San Cristóbal 10° Pacífico FC SMP 11° Unión Santo Domingo 13° Cultural Volante 14° Centro Social 16° FCR San Antonio                                                                                           |
| F2   | 10 clubes ascendidos (Dieciseisavos de final)17° Def. José María Arguedas 19° Juventud Alfa FC 20° Sport Bolognesi 21° Diablos Rojos 22° Rauker FC 23° Estudiantil CNI 24° Construcción Civil 25° Deportivo Lute 26° Amazon Callao FC 30° Deportivo Municipal |
| F1   | 3 clubes ascendidos (Fase Regular)36° Alto Rendimiento 37° Unión Deportivo Ascensión 42° Patriotas FC |

## Etapa Distrital
Este fue el punto de partida para una gran cantidad de equipos, que incluyeron tanto conjuntos amateurs como clubes históricos que en su momento lograron consagrarse campeones y/o subcampeones. Asimismo, participaron en esta etapa los equipos que no lograron el ascenso en la Etapa Nacional del año anterior. Tanto entre los elencos que ya participaron el año pasado como entre los clubes históricos, varios lograron destacar durante esta temporada, entre ellos se pueden mencionar:
| Clubes históricos - Atlético Torino: Campeón de Pariñas - Alfonso Ugarte: Campeón de Trujillo - Sport Águila: Campeón de Huancán - León de Huánuco: Subcampeón de Huánuco - José Gálvez FBC: Subcampeón de Chimbote - FBC Aurora: Subcampeón de Arequipa | Etapa Nacional 2024 - Viargoca FC: Campeón de Atico - Deportivo El Inca: Campeón de Chao - Nacional de La Joya: Campeón de Santiago - Sociedad Tiro N.° 28: Campeón de Tinyahuarco - Biavo FC: Campeón de Bajo Biavo - Alianza Arenal: Campeón de Moro | - Miguel Grau: Campeón de Abancay - Sport Machete: Campeón de Lircay - Hijos del Altiplano: Campeón de El Algarrobal - Señor de Quinuapata FC: Campeón de Ayacucho - Real Independiente: Subcampeón de Santa María |

## Etapa Provincial
En esta segunda etapa participaron tanto los campeones como los subcampeones de cada liga distrital, incluyendo en algunos casos a los terceros lugares e incluso, en situaciones puntuales como en el Interligas de Lima, hasta a los cuartos puestos. Al igual que en la etapa anterior, varios equipos con experiencia en estas instancias lograron destacar y clasificar a la siguiente etapa, entre ellos se encuentran:
| Clubes históricos - Atlético Torino: Campeón de Talara - León de Huánuco: Campeón de Huánuco - José Gálvez FBC: 3° puesto de Santa | Etapa Nacional 2024 - Viargoca FC: Campeón de Caravelí - Deportivo El Inca: Campeón de Virú - Nacional de La Joya: Campeón de Ica - Sport Machete: Campeón de Angaraes - Hijos del Altiplano: Campeón de Ilo | - Sociedad Tiro N.° 28: Subcampeón de Pasco - Biavo FC: Subcampeón de Bellavista - Señor de Quinuapata FC: Subcampeón de Huamanga - Real Independiente: 3° puesto de Huaura |

## Etapa Departamental
Es la máxima categoría a nivel regional. Al igual que en la etapa anterior, la mayoría de los participantes en esta instancia son campeones y subcampeones de sus respectivas ligas provinciales. No obstante, en algunos casos también se incluyen terceros puestos y, de manera excepcional, equipos que alcanzaron el cuarto lugar. Entre los clubes que se consagraron campeones y aquellos que lograron superar esta etapa de forma consecutiva respecto al año anterior, se destacan los siguientes:
| Clubes históricos - Atlético Torino: Clasificado de Piura - León de Huánuco: Clasificado de Huánuco | Etapa Nacional 2024 - Viargoca FC: Clasificado de Arequipa - Hijos del Altiplano: Clasificado de Moquegua | - Señor de Quinuapata FC: Subcampeón de Ayacucho |

## Etapa Nacional

#### Equipos participantes
Participarán en esta etapa tanto el campeón como el subcampeón de cada una de las Ligas Departamentales sumados a los terceros lugares de los departamentos de  Áncash, Apurímac, Arequipa, Ayacucho, Cusco, Huánuco, Ica, Junín, La Libertad, Lambayeque, Lima, San Martín, Piura y Puno. A continuación, se muestran los detalles de todos los equipos participantes con su localía correspondiente, incluyendo aquellos que, para cumplir con las nuevas disposiciones de la FPF para la presente etapa, jugarán en un distrito distinto al suyo de origen.
| Departamento      | Pos.        | Club                             | Última | Distrito           | Entrenador          | Estadio                    |
| ----------------- | ----------- | -------------------------------- | ------ | ------------------ | ------------------- | -------------------------- |
| Amazonas Detalles |             | Amazonas FC                      | Debut  | Chachapoyas        | Mirlen Cuchca       | Kuélap                     |
| Amazonas Detalles |             | Bagua FC                         | Debut  | Bagua              | Jhony Esparraga     | Manuel Mesones Muro        |
| Áncash Detalles   | 1°          | Ayash Huamanin                   | Debut  | Chavin de Huantar  | Donato Ramírez      | Rosas Pampa                |
| Áncash Detalles   | 2°          | Real Puerto Chimbote             | Debut  | Nuevo Chimbote     | Eduardo Vargas      | César Cueto                |
| Áncash Detalles   | 3°          | Por definir                      | Debut  |                    |                     |                            |
| Apurímac Detalles |             | Hijos de Piscobamba              | Debut  | Ocobamba           | Nestor Chinchay     | Municipal de Ocobamba      |
| Apurímac Detalles |             | Instituto Apurímac FC            | Debut  | Andahuaylas        | Benjamin Coronado   | Municipal de Talavera      |
| Apurímac Detalles |             | Por definir                      | Debut  |                    |                     |                            |
| Arequipa Detalles |             | Viargoca FC                      | 2024   | Atico              | Arturo Gonzales     | Municipal de Atico         |
| Arequipa Detalles |             | Amigos de la PNP                 | Debut  | Cayma              | Ariel Paz           | Arturo Díaz Huerta         |
| Arequipa Detalles | 3°          | FD Galaxy                        | Debut  | Majes              | Deyvi Chacnama      | Almirante Miguel Grau      |
| Ayacucho Detalles | 1°          | FC Defensor Patibamba            | Debut  | Patibamba          | Micky Marquina      | Municipal de San Miguel    |
| Ayacucho Detalles | 2°          | Señor de Quinuapata FC           | 2024   | Ayacucho           | Juan Quispe         | Estadio Las Americas       |
| Ayacucho Detalles | 3°          | FC Tambo                         | Debut  | Tambo              | Andler León         | Municipal de Tambo         |
| Cajamarca         |             | CD Las Palmas                    | 2021   | Chota              | Jesús Álvarez       | Ramón Castilla             |
| Cajamarca         |             | ADA Cajabamba                    | Debut  | Cajabamba          | Roberto Tristán     | Germán Contreras Jara      |
| Callao            | 1°          | Calidad Porteña                  | 2023   | La Perla           | José Ramirez        | Campolo Alcalde            |
| Callao            | 2°          | Hacienda San Agustín             | Debut  | Callao             | Orlando Prado       | Campolo Alcalde            |
| Cusco Detalles    |             | CD Sol Naciente                  | Debut  | Challabamba        |                     |                            |
| Cusco Detalles    |             | Por definir                      | Debut  |                    |                     |                            |
| Cusco Detalles    |             | Por definir                      | Debut  |                    |                     |                            |
| Huancavelica      |             | Diablos Rojos                    | 2023   | Huancavelica       | Alejandro Vidarte   | IPD de Huancavelica        |
| Huancavelica      | Por definir |                                  |        |                    |                     |                            |
| Huánuco           |             | León de Huánuco                  | 2018   | Huánuco            | Jaime Cuadros       | Heraclio Tapia             |
| Huánuco           |             | Miguel Grau UDH                  | 2021   | Huánuco            | José Chacaltana     | Heraclio Tapia             |
| Huánuco           | 3°          | Deportivo Municipal de Chacos    | Debut  | San Rafael         | Eyden Cadillo       | Municipal de Ambo          |
| Ica Detalles      | 1°          | Alianza Pisco                    | 2023   | Pisco              | Edson Gamboa        | Teobaldo Pinillos Olaechea |
| Ica Detalles      | 2°          | Juventud Ccontacc                | Debut  | Lucanas (Ayacucho) | Marcos Martínez     | Jorge Castro Aguayo        |
| Ica Detalles      | 3°          | Sport Puerto Aéreo               | 1993   | La Tinguiña        | José Cajo           | José Picasso Peratta       |
| Junín Detalles    |             | Por definir                      |        |                    |                     |                            |
| Junín Detalles    |             | Por definir                      | Debut  |                    |                     |                            |
| Junín Detalles    |             | Por definir                      | Debut  |                    |                     |                            |
| La Libertad       |             | Juventud Bellavista FBC          | 2012   | La Esperanza       | Roberto Arrelucea   | Municipal de La Esperanza  |
| La Libertad       |             | FC Sport River                   | Debut  | Florencia de Mora  | Johano Bermúdez     |                            |
| La Libertad       | Por definir |                                  |        |                    |                     |                            |
| Lambayeque        |             | Por definir                      | Debut  |                    |                     |                            |
| Lambayeque        |             | Por definir                      | Debut  |                    |                     |                            |
| Lambayeque        |             | Por definir                      | Debut  |                    |                     |                            |
| Lima Detalles     |             | Por definir                      | Debut  |                    |                     |                            |
| Lima Detalles     |             | Por definir                      | Debut  |                    |                     |                            |
| Lima Detalles     |             | Por definir                      | Debut  |                    |                     |                            |
| Loreto            | 1°          | Nihue Rao                        | 2021   | San Juan Bautista  | Jorge Machuca       |                            |
| Loreto            | 2°          | Defensor Balsapuerto             | Debut  | Balsapuerto        | Carlos Ruiz         |                            |
| Madre de Dios     |             | La Masía Nace                    | 2023   | Huepetuhe          | Jorge Guerrero      | Municipal de Huepetuhe     |
| Madre de Dios     |             | AD CN Guillermo Billinghurst     | 1974   | Tambopata          |                     |                            |
| Moquegua Detalles |             | Hijos del Altiplano              | 2024   | El Algarrobal      | Marcos Sánchez      | Mariscal Nieto             |
| Moquegua Detalles |             | Por definir                      | Debut  |                    |                     |                            |
| Pasco             |             | Unión Minas                      | 2010   | Simón Bolívar      | Jesús Álvarez       | Daniel Alcides Carrión     |
| Pasco             |             | Deportivo Municipal de Palcazú   | Debut  | Palcazú            |                     | Municipal de Oxapampa      |
| Piura             |             | Atlético Torino                  | 2022   | Talara             | Richard Oncoy       | Campeonísimo               |
| Piura             | Por definir |                                  |        |                    |                     |                            |
| Piura             |             | Por definir                      | Debut  |                    |                     |                            |
| Puno Detalles     |             | Por definir                      |        |                    |                     |                            |
| Puno Detalles     |             | Por definir                      | Debut  |                    |                     |                            |
| Puno Detalles     |             | Por definir                      | Debut  |                    |                     |                            |
| San Martín        | 1°          | Grandez FC                       | Debut  | Tarapoto           | Elke Cárdenas       | Carlos Vidaurre García     |
| San Martín        | 2°          | Alianza Tres Unidos              | Debut  | Tres Unidos        | Paolo Philips       | Municipal de Picota        |
| San Martín        | 3°          | AD Tahuishco                     | 2023   | Moyobamba          | Luis Noriega        | IPD de Moyobamba           |
| Tacna             | 1°          | Real Sociedad FBC                | Debut  | Ciudad Nueva       | Giancarlo Arfinengo | La Bombonera               |
| Tacna             | 2°          | Dinamo de Solabaya               | Debut  | Ilabaya            | Pedro Novella       | La Bombonera               |
| Tumbes            | 1°          | Deportivo UNT                    | 2019   | Tumbes             | Rolando Masías      | Mariscal Cáceres           |
| Tumbes            | 2°          | Independiente de Zorritos        | Debut  | Zorritos           | Dagner Quevedo      | IPD de Zorritos            |
| Ucayali Detalles  | 1°          | Colegio Comercio N° 64           | 2022   | Callería           | Luis Ruiz           | Aliardo Soría Pérez        |
| Ucayali Detalles  | 2°          | Atlético Nacional de Yarinacocha | Debut  | Yarinacocha        | Jimmy Pinedo        |                            |

## Rondas Eliminatorias

### Cuadro de desarrollo
|  | Dieciseisavos de final                         | Dieciseisavos de final                         | Dieciseisavos de final                         | Dieciseisavos de final                         | Dieciseisavos de final                         |  |  | Octavos de final                          | Octavos de final                          | Octavos de final                          | Octavos de final                          | Octavos de final                          |  |  | Cuartos de final                           | Cuartos de final                           | Cuartos de final                           | Cuartos de final                           | Cuartos de final                           |  |              | Semifinales  | Semifinales  | Semifinales  |  |  | Final          | Final          | Final          |  |
|  | 21 de setiembre (ida) 28 de setiembre (vuelta) | 21 de setiembre (ida) 28 de setiembre (vuelta) | 21 de setiembre (ida) 28 de setiembre (vuelta) | 21 de setiembre (ida) 28 de setiembre (vuelta) | 21 de setiembre (ida) 28 de setiembre (vuelta) |  |  | 5 de octubre (ida) 12 de octubre (vuelta) | 5 de octubre (ida) 12 de octubre (vuelta) | 5 de octubre (ida) 12 de octubre (vuelta) | 5 de octubre (ida) 12 de octubre (vuelta) | 5 de octubre (ida) 12 de octubre (vuelta) |  |  | 19 de octubre (ida) 26 de octubre (vuelta) | 19 de octubre (ida) 26 de octubre (vuelta) | 19 de octubre (ida) 26 de octubre (vuelta) | 19 de octubre (ida) 26 de octubre (vuelta) | 19 de octubre (ida) 26 de octubre (vuelta) |  |              | 2 de octubre | 2 de octubre | 2 de octubre |  |  | 9 de noviembre | 9 de noviembre | 9 de noviembre |  |
|  |                                                |                                                |                                                |                                                |                                                |  |  |                                           |                                           |                                           |                                           |                                           |  |  |                                            |                                            |                                            |                                            |                                            |  |              |              |              |              |  |  |                |                |                |  |
|  |                                                |                                                |                                                |                                                |                                                |  |  |                                           |                                           |                                           |                                           |                                           |  |  |                                            |                                            |                                            |                                            |                                            |  |              |              |              |              |  |  |                |                |                |  |
|  | Bandera de ?                                   |                                                |                                                |                                                |                                                |  |  |                                           |                                           |                                           |                                           |                                           |  |  |                                            |                                            |                                            |                                            |                                            |  |              |              |              |              |  |  |                |                |                |  |
|  |                                                |                                                |                                                |                                                |                                                |  |  |                                           |                                           |                                           |                                           |                                           |  |  |                                            |                                            |                                            |                                            |                                            |  |              |              |              |              |  |  |                |                |                |  |
|  | Bandera de ?                                   |                                                |                                                |                                                |                                                |  |  |                                           |                                           |                                           |                                           |                                           |  |  |                                            |                                            |                                            |                                            |                                            |  |              |              |              |              |  |  |                |                |                |  |
|  |                                                | Bandera de ?                                   |                                                |                                                |                                                |  |  |                                           |                                           |                                           |                                           |                                           |  |  |                                            |                                            |                                            |                                            |                                            |  |              |              |              |              |  |  |                |                |                |  |
|  |                                                |                                                |                                                |                                                |                                                |  |  |                                           |                                           |                                           |                                           |                                           |  |  |                                            |                                            |                                            |                                            |                                            |  |              |              |              |              |  |  |                |                |                |  |
|  |                                                |                                                | Bandera de ?                                   |                                                |                                                |  |  |                                           |                                           |                                           |                                           |                                           |  |  |                                            |                                            |                                            |                                            |                                            |  |              |              |              |              |  |  |                |                |                |  |
|  | Bandera de ?                                   |                                                |                                                |                                                |                                                |  |  |                                           |                                           |                                           |                                           |                                           |  |  |                                            |                                            |                                            |                                            |                                            |  |              |              |              |              |  |  |                |                |                |  |
|  |                                                |                                                |                                                |                                                |                                                |  |  |                                           |                                           |                                           |                                           |                                           |  |  |                                            |                                            |                                            |                                            |                                            |  |              |              |              |              |  |  |                |                |                |  |
|  | Bandera de ?                                   |                                                |                                                |                                                |                                                |  |  |                                           |                                           |                                           |                                           |                                           |  |  |                                            |                                            |                                            |                                            |                                            |  |              |              |              |              |  |  |                |                |                |  |
|  |                                                |                                                |                                                |                                                |                                                |  |  |                                           | Bandera de ?                              |                                           |                                           |                                           |  |  |                                            |                                            |                                            |                                            |                                            |  |              |              |              |              |  |  |                |                |                |  |
|  |                                                |                                                |                                                |                                                |                                                |  |  |                                           |                                           |                                           |                                           |                                           |  |  |                                            |                                            |                                            |                                            |                                            |  |              |              |              |              |  |  |                |                |                |  |
|  |                                                |                                                | Bandera de ?                                   |                                                |                                                |  |  |                                           |                                           |                                           |                                           |                                           |  |  |                                            |                                            |                                            |                                            |                                            |  |              |              |              |              |  |  |                |                |                |  |
|  | Bandera de ?                                   |                                                |                                                |                                                |                                                |  |  |                                           |                                           |                                           |                                           |                                           |  |  |                                            |                                            |                                            |                                            |                                            |  |              |              |              |              |  |  |                |                |                |  |
|  |                                                |                                                |                                                |                                                |                                                |  |  |                                           |                                           |                                           |                                           |                                           |  |  |                                            |                                            |                                            |                                            |                                            |  |              |              |              |              |  |  |                |                |                |  |
|  | Bandera de ?                                   |                                                |                                                |                                                |                                                |  |  |                                           |                                           |                                           |                                           |                                           |  |  |                                            |                                            |                                            |                                            |                                            |  |              |              |              |              |  |  |                |                |                |  |
|  |                                                | Bandera de ?                                   |                                                |                                                |                                                |  |  |                                           |                                           |                                           |                                           |                                           |  |  |                                            |                                            |                                            |                                            |                                            |  |              |              |              |              |  |  |                |                |                |  |
|  |                                                |                                                |                                                |                                                |                                                |  |  |                                           |                                           |                                           |                                           |                                           |  |  |                                            |                                            |                                            |                                            |                                            |  |              |              |              |              |  |  |                |                |                |  |
|  |                                                |                                                | Bandera de ?                                   |                                                |                                                |  |  |                                           |                                           |                                           |                                           |                                           |  |  |                                            |                                            |                                            |                                            |                                            |  |              |              |              |              |  |  |                |                |                |  |
|  | Bandera de ?                                   |                                                |                                                |                                                |                                                |  |  |                                           |                                           |                                           |                                           |                                           |  |  |                                            |                                            |                                            |                                            |                                            |  |              |              |              |              |  |  |                |                |                |  |
|  |                                                |                                                |                                                |                                                |                                                |  |  |                                           |                                           |                                           |                                           |                                           |  |  |                                            |                                            |                                            |                                            |                                            |  |              |              |              |              |  |  |                |                |                |  |
|  | Bandera de ?                                   |                                                |                                                |                                                |                                                |  |  |                                           |                                           |                                           |                                           |                                           |  |  |                                            |                                            |                                            |                                            |                                            |  |              |              |              |              |  |  |                |                |                |  |
|  |                                                |                                                |                                                |                                                |                                                |  |  |                                           |                                           |                                           |                                           |                                           |  |  |                                            | Bandera de ?                               |                                            |                                            |                                            |  |              |              |              |              |  |  |                |                |                |  |
|  |                                                |                                                |                                                |                                                |                                                |  |  |                                           |                                           |                                           |                                           |                                           |  |  |                                            |                                            |                                            |                                            |                                            |  |              |              |              |              |  |  |                |                |                |  |
|  |                                                |                                                | Bandera de ?                                   |                                                |                                                |  |  |                                           |                                           |                                           |                                           |                                           |  |  |                                            |                                            |                                            |                                            |                                            |  |              |              |              |              |  |  |                |                |                |  |
|  | Bandera de ?                                   |                                                |                                                |                                                |                                                |  |  |                                           |                                           |                                           |                                           |                                           |  |  |                                            |                                            |                                            |                                            |                                            |  |              |              |              |              |  |  |                |                |                |  |
|  |                                                |                                                |                                                |                                                |                                                |  |  |                                           |                                           |                                           |                                           |                                           |  |  |                                            |                                            |                                            |                                            |                                            |  |              |              |              |              |  |  |                |                |                |  |
|  | Bandera de ?                                   |                                                |                                                |                                                |                                                |  |  |                                           |                                           |                                           |                                           |                                           |  |  |                                            |                                            |                                            |                                            |                                            |  |              |              |              |              |  |  |                |                |                |  |
|  |                                                | Bandera de ?                                   |                                                |                                                |                                                |  |  |                                           |                                           |                                           |                                           |                                           |  |  |                                            |                                            |                                            |                                            |                                            |  |              |              |              |              |  |  |                |                |                |  |
|  |                                                |                                                |                                                |                                                |                                                |  |  |                                           |                                           |                                           |                                           |                                           |  |  |                                            |                                            |                                            |                                            |                                            |  |              |              |              |              |  |  |                |                |                |  |
|  |                                                |                                                | Bandera de ?                                   |                                                |                                                |  |  |                                           |                                           |                                           |                                           |                                           |  |  |                                            |                                            |                                            |                                            |                                            |  |              |              |              |              |  |  |                |                |                |  |
|  | Bandera de ?                                   |                                                |                                                |                                                |                                                |  |  |                                           |                                           |                                           |                                           |                                           |  |  |                                            |                                            |                                            |                                            |                                            |  |              |              |              |              |  |  |                |                |                |  |
|  |                                                |                                                |                                                |                                                |                                                |  |  |                                           |                                           |                                           |                                           |                                           |  |  |                                            |                                            |                                            |                                            |                                            |  |              |              |              |              |  |  |                |                |                |  |
|  | Bandera de ?                                   |                                                |                                                |                                                |                                                |  |  |                                           |                                           |                                           |                                           |                                           |  |  |                                            |                                            |                                            |                                            |                                            |  |              |              |              |              |  |  |                |                |                |  |
|  |                                                |                                                |                                                |                                                |                                                |  |  |                                           | Bandera de ?                              |                                           |                                           |                                           |  |  |                                            |                                            |                                            |                                            |                                            |  |              |              |              |              |  |  |                |                |                |  |
|  |                                                |                                                |                                                |                                                |                                                |  |  |                                           |                                           |                                           |                                           |                                           |  |  |                                            |                                            |                                            |                                            |                                            |  |              |              |              |              |  |  |                |                |                |  |
|  |                                                |                                                | Bandera de ?                                   |                                                |                                                |  |  |                                           |                                           |                                           |                                           |                                           |  |  |                                            |                                            |                                            |                                            |                                            |  |              |              |              |              |  |  |                |                |                |  |
|  | Bandera de ?                                   |                                                |                                                |                                                |                                                |  |  |                                           |                                           |                                           |                                           |                                           |  |  |                                            |                                            |                                            |                                            |                                            |  |              |              |              |              |  |  |                |                |                |  |
|  |                                                |                                                |                                                |                                                |                                                |  |  |                                           |                                           |                                           |                                           |                                           |  |  |                                            |                                            |                                            |                                            |                                            |  |              |              |              |              |  |  |                |                |                |  |
|  | Bandera de ?                                   |                                                |                                                |                                                |                                                |  |  |                                           |                                           |                                           |                                           |                                           |  |  |                                            |                                            |                                            |                                            |                                            |  |              |              |              |              |  |  |                |                |                |  |
|  |                                                | Bandera de ?                                   |                                                |                                                |                                                |  |  |                                           |                                           |                                           |                                           |                                           |  |  |                                            |                                            |                                            |                                            |                                            |  |              |              |              |              |  |  |                |                |                |  |
|  |                                                |                                                |                                                |                                                |                                                |  |  |                                           |                                           |                                           |                                           |                                           |  |  |                                            |                                            |                                            |                                            |                                            |  |              |              |              |              |  |  |                |                |                |  |
|  |                                                |                                                | Bandera de ?                                   |                                                |                                                |  |  |                                           |                                           |                                           |                                           |                                           |  |  |                                            |                                            |                                            |                                            |                                            |  |              |              |              |              |  |  |                |                |                |  |
|  | Bandera de ?                                   |                                                |                                                |                                                |                                                |  |  |                                           |                                           |                                           |                                           |                                           |  |  |                                            |                                            |                                            |                                            |                                            |  |              |              |              |              |  |  |                |                |                |  |
|  |                                                |                                                |                                                |                                                |                                                |  |  |                                           |                                           |                                           |                                           |                                           |  |  |                                            |                                            |                                            |                                            |                                            |  |              |              |              |              |  |  |                |                |                |  |
|  | Bandera de ?                                   |                                                |                                                |                                                |                                                |  |  |                                           |                                           |                                           |                                           |                                           |  |  |                                            |                                            |                                            |                                            |                                            |  |              |              |              |              |  |  |                |                |                |  |
|  |                                                |                                                |                                                |                                                |                                                |  |  |                                           |                                           |                                           |                                           |                                           |  |  |                                            |                                            |                                            |                                            |                                            |  | Bandera de ? |              |              |              |  |  |                |                |                |  |
|  |                                                |                                                |                                                |                                                |                                                |  |  |                                           |                                           |                                           |                                           |                                           |  |  |                                            |                                            |                                            |                                            |                                            |  |              |              |              |              |  |  |                |                |                |  |
|  |                                                |                                                | Bandera de ?                                   |                                                |                                                |  |  |                                           |                                           |                                           |                                           |                                           |  |  |                                            |                                            |                                            |                                            |                                            |  |              |              |              |              |  |  |                |                |                |  |
|  | Bandera de ?                                   |                                                |                                                |                                                |                                                |  |  |                                           |                                           |                                           |                                           |                                           |  |  |                                            |                                            |                                            |                                            |                                            |  |              |              |              |              |  |  |                |                |                |  |
|  |                                                |                                                |                                                |                                                |                                                |  |  |                                           |                                           |                                           |                                           |                                           |  |  |                                            |                                            |                                            |                                            |                                            |  |              |              |              |              |  |  |                |                |                |  |
|  | Bandera de ?                                   |                                                |                                                |                                                |                                                |  |  |                                           |                                           |                                           |                                           |                                           |  |  |                                            |                                            |                                            |                                            |                                            |  |              |              |              |              |  |  |                |                |                |  |
|  |                                                | Bandera de ?                                   |                                                |                                                |                                                |  |  |                                           |                                           |                                           |                                           |                                           |  |  |                                            |                                            |                                            |                                            |                                            |  |              |              |              |              |  |  |                |                |                |  |
|  |                                                |                                                |                                                |                                                |                                                |  |  |                                           |                                           |                                           |                                           |                                           |  |  |                                            |                                            |                                            |                                            |                                            |  |              |              |              |              |  |  |                |                |                |  |
|  |                                                |                                                | Bandera de ?                                   |                                                |                                                |  |  |                                           |                                           |                                           |                                           |                                           |  |  |                                            |                                            |                                            |                                            |                                            |  |              |              |              |              |  |  |                |                |                |  |
|  | Bandera de ?                                   |                                                |                                                |                                                |                                                |  |  |                                           |                                           |                                           |                                           |                                           |  |  |                                            |                                            |                                            |                                            |                                            |  |              |              |              |              |  |  |                |                |                |  |
|  |                                                |                                                |                                                |                                                |                                                |  |  |                                           |                                           |                                           |                                           |                                           |  |  |                                            |                                            |                                            |                                            |                                            |  |              |              |              |              |  |  |                |                |                |  |
|  | Bandera de ?                                   |                                                |                                                |                                                |                                                |  |  |                                           |                                           |                                           |                                           |                                           |  |  |                                            |                                            |                                            |                                            |                                            |  |              |              |              |              |  |  |                |                |                |  |
|  |                                                |                                                |                                                |                                                |                                                |  |  |                                           | Bandera de ?                              |                                           |                                           |                                           |  |  |                                            |                                            |                                            |                                            |                                            |  |              |              |              |              |  |  |                |                |                |  |
|  |                                                |                                                |                                                |                                                |                                                |  |  |                                           |                                           |                                           |                                           |                                           |  |  |                                            |                                            |                                            |                                            |                                            |  |              |              |              |              |  |  |                |                |                |  |
|  |                                                |                                                | Bandera de ?                                   |                                                |                                                |  |  |                                           |                                           |                                           |                                           |                                           |  |  |                                            |                                            |                                            |                                            |                                            |  |              |              |              |              |  |  |                |                |                |  |
|  | Bandera de ?                                   |                                                |                                                |                                                |                                                |  |  |                                           |                                           |                                           |                                           |                                           |  |  |                                            |                                            |                                            |                                            |                                            |  |              |              |              |              |  |  |                |                |                |  |
|  |                                                |                                                |                                                |                                                |                                                |  |  |                                           |                                           |                                           |                                           |                                           |  |  |                                            |                                            |                                            |                                            |                                            |  |              |              |              |              |  |  |                |                |                |  |
|  | Bandera de ?                                   |                                                |                                                |                                                |                                                |  |  |                                           |                                           |                                           |                                           |                                           |  |  |                                            |                                            |                                            |                                            |                                            |  |              |              |              |              |  |  |                |                |                |  |
|  |                                                | Bandera de ?                                   |                                                |                                                |                                                |  |  |                                           |                                           |                                           |                                           |                                           |  |  |                                            |                                            |                                            |                                            |                                            |  |              |              |              |              |  |  |                |                |                |  |
|  |                                                |                                                |                                                |                                                |                                                |  |  |                                           |                                           |                                           |                                           |                                           |  |  |                                            |                                            |                                            |                                            |                                            |  |              |              |              |              |  |  |                |                |                |  |
|  |                                                |                                                | Bandera de ?                                   |                                                |                                                |  |  |                                           |                                           |                                           |                                           |                                           |  |  |                                            |                                            |                                            |                                            |                                            |  |              |              |              |              |  |  |                |                |                |  |
|  | Bandera de ?                                   |                                                |                                                |                                                |                                                |  |  |                                           |                                           |                                           |                                           |                                           |  |  |                                            |                                            |                                            |                                            |                                            |  |              |              |              |              |  |  |                |                |                |  |
|  |                                                |                                                |                                                |                                                |                                                |  |  |                                           |                                           |                                           |                                           |                                           |  |  |                                            |                                            |                                            |                                            |                                            |  |              |              |              |              |  |  |                |                |                |  |
|  | Bandera de ?                                   |                                                |                                                |                                                |                                                |  |  |                                           |                                           |                                           |                                           |                                           |  |  |                                            |                                            |                                            |                                            |                                            |  |              |              |              |              |  |  |                |                |                |  |
|  |                                                |                                                |                                                |                                                |                                                |  |  |                                           |                                           |                                           |                                           |                                           |  |  |                                            | Bandera de ?                               |                                            |                                            |                                            |  |              |              |              |              |  |  |                |                |                |  |
|  |                                                |                                                |                                                |                                                |                                                |  |  |                                           |                                           |                                           |                                           |                                           |  |  |                                            |                                            |                                            |                                            |                                            |  |              |              |              |              |  |  |                |                |                |  |
|  |                                                |                                                | Bandera de ?                                   |                                                |                                                |  |  |                                           |                                           |                                           |                                           |                                           |  |  |                                            |                                            |                                            |                                            |                                            |  |              |              |              |              |  |  |                |                |                |  |
|  | Bandera de ?                                   |                                                |                                                |                                                |                                                |  |  |                                           |                                           |                                           |                                           |                                           |  |  |                                            |                                            |                                            |                                            |                                            |  |              |              |              |              |  |  |                |                |                |  |
|  |                                                |                                                |                                                |                                                |                                                |  |  |                                           |                                           |                                           |                                           |                                           |  |  |                                            |                                            |                                            |                                            |                                            |  |              |              |              |              |  |  |                |                |                |  |
|  | Bandera de ?                                   |                                                |                                                |                                                |                                                |  |  |                                           |                                           |                                           |                                           |                                           |  |  |                                            |                                            |                                            |                                            |                                            |  |              |              |              |              |  |  |                |                |                |  |
|  |                                                | Bandera de ?                                   |                                                |                                                |                                                |  |  |                                           |                                           |                                           |                                           |                                           |  |  |                                            |                                            |                                            |                                            |                                            |  |              |              |              |              |  |  |                |                |                |  |
|  |                                                |                                                |                                                |                                                |                                                |  |  |                                           |                                           |                                           |                                           |                                           |  |  |                                            |                                            |                                            |                                            |                                            |  |              |              |              |              |  |  |                |                |                |  |
|  |                                                |                                                | Bandera de ?                                   |                                                |                                                |  |  |                                           |                                           |                                           |                                           |                                           |  |  |                                            |                                            |                                            |                                            |                                            |  |              |              |              |              |  |  |                |                |                |  |
|  | Bandera de ?                                   |                                                |                                                |                                                |                                                |  |  |                                           |                                           |                                           |                                           |                                           |  |  |                                            |                                            |                                            |                                            |                                            |  |              |              |              |              |  |  |                |                |                |  |
|  |                                                |                                                |                                                |                                                |                                                |  |  |                                           |                                           |                                           |                                           |                                           |  |  |                                            |                                            |                                            |                                            |                                            |  |              |              |              |              |  |  |                |                |                |  |
|  | Bandera de ?                                   |                                                |                                                |                                                |                                                |  |  |                                           |                                           |                                           |                                           |                                           |  |  |                                            |                                            |                                            |                                            |                                            |  |              |              |              |              |  |  |                |                |                |  |
|  |                                                |                                                |                                                |                                                |                                                |  |  |                                           | Bandera de ?                              |                                           |                                           |                                           |  |  |                                            |                                            |                                            |                                            |                                            |  |              |              |              |              |  |  |                |                |                |  |
|  |                                                |                                                |                                                |                                                |                                                |  |  |                                           |                                           |                                           |                                           |                                           |  |  |                                            |                                            |                                            |                                            |                                            |  |              |              |              |              |  |  |                |                |                |  |
|  |                                                |                                                | Bandera de ?                                   |                                                |                                                |  |  |                                           |                                           |                                           |                                           |                                           |  |  |                                            |                                            |                                            |                                            |                                            |  |              |              |              |              |  |  |                |                |                |  |
|  | Bandera de ?                                   |                                                |                                                |                                                |                                                |  |  |                                           |                                           |                                           |                                           |                                           |  |  |                                            |                                            |                                            |                                            |                                            |  |              |              |              |              |  |  |                |                |                |  |
|  |                                                |                                                |                                                |                                                |                                                |  |  |                                           |                                           |                                           |                                           |                                           |  |  |                                            |                                            |                                            |                                            |                                            |  |              |              |              |              |  |  |                |                |                |  |
|  | Bandera de ?                                   |                                                |                                                |                                                |                                                |  |  |                                           |                                           |                                           |                                           |                                           |  |  |                                            |                                            |                                            |                                            |                                            |  |              |              |              |              |  |  |                |                |                |  |
|  |                                                | Bandera de ?                                   |                                                |                                                |                                                |  |  |                                           |                                           |                                           |                                           |                                           |  |  |                                            |                                            |                                            |                                            |                                            |  |              |              |              |              |  |  |                |                |                |  |
|  |                                                |                                                |                                                |                                                |                                                |  |  |                                           |                                           |                                           |                                           |                                           |  |  |                                            |                                            |                                            |                                            |                                            |  |              |              |              |              |  |  |                |                |                |  |
|  |                                                |                                                | Bandera de ?                                   |                                                |                                                |  |  |                                           |                                           |                                           |                                           |                                           |  |  |                                            |                                            |                                            |                                            |                                            |  |              |              |              |              |  |  |                |                |                |  |
|  | Bandera de ?                                   |                                                |                                                |                                                |                                                |  |  |                                           |                                           |                                           |                                           |                                           |  |  |                                            |                                            |                                            |                                            |                                            |  |              |              |              |              |  |  |                |                |                |  |
|  |                                                |                                                |                                                |                                                |                                                |  |  |                                           |                                           |                                           |                                           |                                           |  |  |                                            |                                            |                                            |                                            |                                            |  |              |              |              |              |  |  |                |                |                |  |
|  | Bandera de ?                                   |                                                |                                                |                                                |                                                |  |  |                                           |                                           |                                           |                                           |                                           |  |  |                                            |                                            |                                            |                                            |                                            |  |              |              |              |              |  |  |                |                |                |  |
|  |                                                |                                                |                                                |                                                |                                                |  |  |                                           |                                           |                                           |                                           |                                           |  |  |                                            |                                            |                                            |                                            |                                            |  |              |              |              |              |  |  |                |                |                |  |
|  |                                                |                                                |                                                |                                                |                                                |  |  |                                           |                                           |                                           |                                           |                                           |  |  |                                            |                                            |                                            |                                            |                                            |  |              |              |              |              |  |  |                |                |                |  |

Nota: En las series a dos partidos, el equipo que ocupa la primera línea es el que define como local.